# Nalai Namadhe
Nalai Namadhe – indyjski film z 1975, w języku tamilskim, w reżyserii K. S. Sethumadhavana. Do jego tytułu nawiązuje jeden z magazynów wydawanych przez fanów M.G. Ramachandrana.

## Obsada
- M.G. Ramachandran
- Nagesh
- M.N. Nambiyar
- Chandramohan
- Latha
- Manjula Vijayakumar
- Saradha

Źródła:

## Piosenki filmowe
- Kadhal enbathu
- Neela nayanangalil
- Ennai vittal
- Naalai namathe

Twórcami ich tekstów byli Vaali i Muthulingam. Swoich głosów w playbacku użyczyli, między innymi, T.M. Soundararajan, K. J. Yesudas i S. P. Balasubrahmanyam.